# Brian Doyle-Murray
Brian Murray (n. 31 octombrie 1945, Chicago, Illinois, SUA), cunoscut sub numele de scenă Brian Doyle-Murray, este un actor și scenarist american. A apărut alături de fratele său mai mic, actorul Bill Murray, în filme precum Pășunea Snobilor⁠(d), Poveste trăsnită de Crăciun, Vânătorii de fantome II, Ziua cârtiței și Pe muchie de cuțit⁠(d). A apărut în sitcomul Sullivan & Son⁠(d) în rolul lui Hank Murphy. De asemenea, a apărut în serialele animate SpongeBob Pantaloni Pătrați (în rolul Zburătorului olandez⁠(d)), Colegul meu de sală e o maimuță (în rolul antrenorului Tiffany Gills) și Minunatele peripeții ale lui Flapjack (în rolul Căpitanului K'nuckles). A avut un rol episodic în serialul Familia Heck, unde l-a interpretat pe Don Elhert⁠(d), și l-a jucat pe Bob Kruger în drama AMC Lodge 49⁠(d).
Doyle-Murray a fost nominalizat de trei ori la Premiile Emmy în 1978, 1979 și 1980 pentru munca sa la Saturday Night Live la categoria Primetime Emmy Award for Outstanding Writing for a Variety, Music or Comedy Program⁠(d). Acesta are doi frați mai mici, Joel și Bill, ambii actori. Fratele său mai mare, Ed, a fost om de afaceri înainte de moartea sa în 2020, iar fratele său Andy este bucătar și conduce restaurantul Murray Brothers „CaddyShack” situat în stațiunea World Golf Village⁠(d) de lângă St. Augustine, Florida. Doyle este numele de fată al bunicii sale și a introdus o cratimă în nume pentru a nu fi confundat cu actorul sud-african Brian Murray⁠(d).

## Biografie
Murray s-a născut de Halloween în 1945 la Spitalul St. Francis din Evanston, Illinois. Este unul dintre cei nouă copii ai familiei, părinții săi - Lucille (născută Collins; 1921 – 1988), funcționar poștal, și Edward Joseph Murray al II-lea (1921 – 1967), vânzător de cherestea - fiind irlandezi de confesiune catolică. A urmat cursurile Colegiului Saint Mary din California⁠(d) în Moraga, California⁠(d) la sfârșitul anilor 1960.

## Cariera
Murray a activat ca membru al grupului de comici The Second City la începutul anilor 1970. De atunci, a apărut în numeroase filme și seriale de televiziune, inclusiv ca actor în cadrul Saturday Night Live de la NBC din 1979 până în 1980 și din 1981 până în 1982. A scris materiale pentru Jean Doumanian din 1980 până în 1981, unul din puținii membri ai distribuției care a lucrat pentru toți cei trei producători ai serialului (Lorne Michaels⁠(d), Jean Doumanian⁠(d) și Dick Ebersol⁠(d)). A fost invitat în mod regulat la programul de comedie The National Lampoon Radio Hour⁠(d) difuzat la nivel național pe 600 de posturi radio din 1973 până în 1975. Colegii de la Radio Hour erau Richard Belzer⁠(d), John Belushi, Gilda Radner⁠(d), Harold Ramis și fratele său Bill. Murray a apărut în numeroase filme alături de fratele său Bill. La început, a apărut în Dragoste atomică alături de Chevy Chase. Câțiva ani mai târziu, a apărut în rolul șefului lui Chevy Chase, Frank Shirley, în Un Crăciun de neuitat (1989) și a interpretat rolul magnatului Noah Vanderhoff în lungmetrajul Lumea lui Wayne⁠(d) (1992). A avut un rol minor în filmul JFK (1991). Murray a mai apărut în filme precum O aniversare cu bucluc⁠(d) (1984), Clubul Paradis⁠(d) (1986), Vulturii legii⁠(d)  (1986), How I Got into College⁠(d) (1989), Jurat de profesie⁠(d) (1995), Un bărbat multiplicat⁠(d) (1996), Cartea Junglei: Povestea lui Mowgli⁠(d) (1998), Mai bine nu se poate (1997), Doctor Dolittle (1998), Șoricelul familiei (1999), Kill the Man⁠(d) (1999), Pact cu diavolița⁠(d) (2000), Câinii zăpezii⁠(d) (2002), Alături de Grace⁠(d) (2005), Tabără cu bucluc⁠(d) (2007) și Din nou la 17 ani (2009).
L-a interpretat pe Mel Sanger, tatăl băiatului din balon, în Seinfeld și a jucat rolul antrenorului de baseball al lui Joe Hackett într-un episod din 1992 al serialului Wings⁠(d). A apărut în serialele Fox Get a Life⁠(d) (1991-1992) și Bakersfield P.D.⁠(d) (1993-1994), iar apoi a avut un rol episodic în serialul Fox/UPN Between Brothers⁠(d) din 1997 până în 1999. A fost bunicul lui Shawn Spencer⁠(d) în episodul „The Old and the Restless” al serialul de televiziune Psych. A avut un rol episodic în rolul domnului Ehlert, proprietarul unui magazin de mașini second-hand, în serialul ABC Familia Heck. A apărut în sitcomul Sullivan & Son, unde l-a jucat pe Hank Murphy, și în Lodge 49.
Cunoscut pentru vocea sa distinctă, Murray îi este vocea Olandezului zburător în SpongeBob Pantaloni Pătrați de la Nickelodeon. A apărut într-un episod al serialului animat The Angry Beavers. Murray apare în rolul lui Moș Crăciun în episodul „A Very CatDog Christmas” al desenului animat Câinele Pisică. A avut rolul lui Salty în episodul „A Fish Out of Water” al serialului Familia mea dementă, a fost vocea frizerului Jack în serialul King of the Hill⁠(d), vocea primarului în jocul video Ghostbusters⁠(d), vocea lui Qui the Promoter în jocul video Jade Empire⁠(d), Prince Huge în episodul „The Hard Easy” al serialului animat Să-nceapă Aventura, Charlie în The Goode Family⁠(d) și Jacob în Motorcity⁠(d).

## Viața personală
Murray este căsătorit cu fostul director asistent și actualul medic veterinar Christina Stauffer din 28 august 2000.

## Filmografie

### Filme
| An   | Titlu                                  | Rol                    | Note                       |
| ---- | -------------------------------------- | ---------------------- | -------------------------- |
| 1972 | Fuzz                                   | Detective              |                            |
| 1975 | Tarzoon: Shame of the Jungle           | Charles of the Pits #1 | Versiunea engleză, voce    |
| 1980 | Caddyshack                             | Lou Loomis             | Scenarist și debut în film |
| 1981 | Modern Problems                        | Brian Stills           |                            |
| 1983 | National Lampoon's Vacation            | Kamp Komfort Clerk     |                            |
| 1984 | Sixteen Candles                        | Reverend               |                            |
| 1984 | The Razor's Edge                       | Piedmont               |                            |
| 1985 | Head Office                            | Colonel Tolliver       |                            |
| 1986 | Legal Eagles                           | Shaw                   |                            |
| 1986 | Club Paradise                          | Voit Zerbe             |                            |
| 1988 | Scrooged                               | Earl Cross             |                            |
| 1988 | Superman 50th Anniversary              | Brian Connelly         |                            |
| 1989 | The Experts                            | Mr. Jones              |                            |
| 1989 | How I Got into College                 | Coach Evans            |                            |
| 1989 | Ghostbusters II                        | Psychiatric Doctor     |                            |
| 1989 | National Lampoon's Christmas Vacation  | Frank Shirley          |                            |
| 1990 | Small White House                      | Johnny's Father        |                            |
| 1991 | Nothing but Trouble                    | FBI Agent Brian        |                            |
| 1991 | Babe Ruth                              | Marshall Hunt          |                            |
| 1991 | JFK                                    | Jack Ruby              |                            |
| 1992 | Wayne's World                          | Noah Vanderhoff        |                            |
| 1993 | Groundhog Day                          | Buster Green           |                            |
| 1994 | Cabin Boy                              | Skunk                  |                            |
| 1995 | My Brother's Keeper                    | Curtis                 |                            |
| 1995 | Jury Duty                              | Harry                  |                            |
| 1996 | Multiplicity                           | Walt                   |                            |
| 1996 | Waiting for Guffman                    | Red Savage             |                            |
| 1997 | The Brave Little Toaster to the Rescue | Wittgenstein           |                            |
| 1997 | As Good as It Gets                     | Handyman               |                            |
| 1998 | The Brave Little Toaster Goes to Mars  | Wittgenstein           | Voce                       |
| 1998 | Dennis the Menace Strikes Again        | Professor              |                            |
| 1998 | Dr. Dolittle                           | Old Beagle             | Voce                       |
| 1998 | The Jungle Book: Mowgli's Story        | Baloo                  | Voce                       |
| 1999 | Stuart Little                          | Cousin Edgar           |                            |
| 2000 | Bedazzled                              | Priest                 |                            |
| 2002 | Snow Dogs                              | Ernie                  |                            |
| 2002 | A Gentleman's Game                     | Tomato Face            |                            |
| 2003 | Getting Hal                            | Phil                   |                            |
| 2007 | Daddy Day Camp                         | Uncle Morty            |                            |
| 2007 | Love Comes Lately                      | Boss                   |                            |
| 2009 | 17 Again                               | The Janitor            |                            |
| 2012 | Eye of the Hurricane                   | Harvey Miken           |                            |
| 2012 | The Three Stooges                      | Monsignor Ratliffe     |                            |
| 2015 | Underdogs                              | The Boss               | Voce                       |
| 2018 | For the Fun of the Game                | Himself                |                            |

### Seriale
| An                   | Titlu                                            | Rol                                      | Note                                                                |
| -------------------- | ------------------------------------------------ | ---------------------------------------- | ------------------------------------------------------------------- |
| 1975–1976            | Saturday Night Live with Howard Cosell           | Diferite personaje                       | Serial de televiziune; debut în televiziune; scenarist              |
| 1976                 | The TVTV Show                                    | Diferite personaje                       |                                                                     |
| 1979–1980, 1981–1982 | Saturday Night Live                              | Diferite personaje                       | 52 de episoade Scenarist                                            |
| 1991                 | Good Sports                                      | John "Mac" MacKinney                     | 15 episoade                                                         |
| 1990–1992            | Get a Life                                       | Gus Borden / Ted Bains                   | 13 episoade                                                         |
| 1992                 | Married... with Children                         | Wayne                                    | Episodul: Kelly Doesn't Live Here Anymore                           |
| 1992                 | Wings                                            | Coach Snyder                             | Seriale de televiziune                                              |
| 1992                 | Frosty Returns                                   | Mr. Twitchell                            | Voce, episod special                                                |
| 1992                 | Seinfeld                                         | Mel Sanger                               | Episodul: The Bubble Boy                                            |
| 1993–1994            | Bakersfield P.D.                                 | Sergeant Bill Hampton                    | 17 episoade                                                         |
| 1995                 | Lois & Clark: The New Adventures of Superman     | Harlan Black                             | Serial de televiziune Episodul: Chi of Steel                        |
| 1995–1998            | Ellen                                            | Burt Kovak                               | 2 episoade                                                          |
| 1997                 | Nightmare Ned                                    | Norm (voice)                             | Episodul: "My How You've Grown"                                     |
| 1997                 | Casper: A Spirited Beginning                     | Foreman Dave                             | Film de televiziune                                                 |
| 1997                 | Aaahh!!! Real Monsters                           | Mulligan / Cop #3 (voices)               | Episodul: "The Great Escape/Beast with Four Eyes"                   |
| 1997–1999            | Between Brothers                                 | Stuart Franklin                          | 3 episoade                                                          |
| 1998                 | Mr. Show with Bob and David                      | Referee                                  | Episodul: "It's Perfectly Understandishable"                        |
| 1998                 | Recess                                           | Tommy "The Tickler" Tate (voice)         | Episodul: "Gretchen and the Secret of Yo"                           |
| 1999                 | Smart Guy                                        | Pete Gilroy                              | Episodul: "Cross Talk"                                              |
| 1999–2000            | Love & Money                                     | Finn McBride                             | 13 episoade                                                         |
| 1999–present         | SpongeBob SquarePants                            | The Flying Dutchman (voice)              | 14 episoade                                                         |
| 2000                 | Jackie Chan Adventures                           | Gnome Cop (voice)                        | Episodul: "Tough Break"                                             |
| 2000                 | Buzz Lightyear of Star Command                   | Panchax (voice)                          | Episodul: "Panic on Bathyos"                                        |
| 2000–2007            | King of the Hill                                 | Jack the Barber (voice)                  | 3 episoade                                                          |
| 2000–2001            | Family Guy                                       | Salty / Bidder #2 / Luke (voices)        | 3 episoade                                                          |
| 2001                 | The Angry Beavers                                | Smelly Jim (voice)                       | Episodul: "Dag Con Carny"                                           |
| 2001–2006            | Yes, Dear                                        | Mr. George Savitsky                      | Rol episodic                                                        |
| 2002                 | Teamo Supremo                                    | The Chief (voice)                        | 4 episoade                                                          |
| 2003                 | Justice League                                   | Artie Bauman                             | 2 episoade                                                          |
| 2005–2006            | The Buzz on Maggie                               | Chauncey Pesky (voice)                   | Rol principal                                                       |
| 2005–2008            | My Gym Partner's a Monkey                        | Coach Tiffany Gills (voice)              | 19 episoade                                                         |
| 2006                 | Tom Goes to the Mayor                            | Bernie Fusterillo (voice)                | Episodul: "Zoo Trouble"                                             |
| 2008–2010            | The Marvelous Misadventures of Flapjack          | Captain K'nuckles (voice)                | 69 de episoade                                                      |
| 2008                 | Psych                                            | Grandpa Spencer                          | Episodul: "The Old and the Restless"                                |
| 2009                 | The Goode Family                                 | Charlie (voice)                          | 13 episoade                                                         |
| 2009–2018            | The Middle                                       | Don Ehlert                               | 25 de episoade                                                      |
| 2010                 | WordGirl                                         | Police officer                           | Episodul: " Earth Day Girl/A Hero, a Thief, a Store, and Its Owner" |
| 2010                 | Kick Buttowski: Suburban Daredevil               | Glenn (voice)                            | Episodul: " Kicked Out/Kick the Habit"                              |
| 2011                 | Supernatural                                     | Robert Singer                            | Episodul: "The French Mistake"                                      |
| 2012                 | Adventure Time                                   | Prince Huge (voice)                      | Episodul: "The Hard Easy"                                           |
| 2012–2013            | Motorcity                                        | Jacob / Giant Peanut Butter Cup (voices) | 13 episoade                                                         |
| 2012–2014            | Sullivan & Son                                   | Hank Murphy                              | 33 episoade                                                         |
| 2013                 | Raising Hope                                     | Walt                                     | Episodul: "Yo Zappa Do: Part 2"                                     |
| 2013                 | Fish Hooks                                       | Baby Face Bryant (voice)                 | 1 episod                                                            |
| 2014                 | 2 Broke Girls                                    | Blarney Bill                             | Episodul: "And the Kilt Trip"                                       |
| 2014                 | Christmas Under Wraps                            | Frank Holiday                            | Film de televiziune                                                 |
| 2016                 | It's Always Sunny in Philadelphia                | Sea Captain                              | Episodul: "The Gang Goes to Hell: Part 1"                           |
| 2016–2017            | Veep                                             | George Huntzinger                        | 3 episoade                                                          |
| 2017                 | The Daily Show with Trevor Noah                  | President Grandpa                        | Episodul: "February 15, 2017"                                       |
| 2017                 | Billy Dilley's Super-Duper Subterranean Summer   | Big Doug (voice)                         | Episodul: "Ol' MacBilly / Silly Spheres"                            |
| 2017–2018            | Bill Murray & Brian Doyle-Murray's Extra Innings | Himself                                  | 10 episoade                                                         |
| 2018–2019            | Lodge 49                                         | Bob Kruger                               | Rol episodic                                                        |
| 2021-2022            | Kamp Koral: SpongeBob's Under Years              | The Flying Dutchman (voice)              | 2 episoade                                                          |
| 2021-2022            | The Patrick Star Show                            | The Flying Dutchman (voice)              | 2 episoade                                                          |